# Goričica, Šentjur
Goričica este o localitate din comuna Šentjur, Slovenia, cu o populație de 188 de locuitori.